# Лани Макдоналд
Лани Кинг Макдоналд (на английски: Lanny King McDonald) е канадски хокеист.

## Биография
Той е роден в селско семейство в Хана, Албърта на 16 февруари 1953 година.
Започва да играе хокей в детска възраст. От 1973 година се състезава в Националната хокейна лига. Последователно играе за отборите „Торонто Мейпъл Лийфс“ (1973 – 1979), „Колорадо Рокис“ (1979 – 1981) и „Калгари Флеймс“ (1981 – 1989). През това време участва в повече от 1100 мача и отбелязва около 500 гола и над 1000 точки. 66-те му гола през сезон 1982 – 1983 остават рекорд в историята на „Калгари Флеймс“.